# La Mainada (revista)
La Mainada va ser un setmanari infantil il·lustrat, d'orientació catòlica i catalanista, publicat a Barcelona del 10 de juny de 1921 al 23 de novembre de 1923.
Va ser editat i dirigit per Avel·lí Artís i n'era redactor en cap Joan Laguia i Lliteras. Es distingí per una acurada selecció dels seus col·laboradors, com ara Josep Carner, Carles Riba, Joan Salvat-Papasseit, Antoni Rovira i Virgili o forans, com Hans Christian Andersen, del qual s'hi publicaren contes il·lustrats per Joan D'Ivori. Altres il·lustradors reconeguts de la revista foren Lola Anglada i Josep Obiols.
D'orientació catalanista, tenia diverses seccions, d'entre les que destacaven els articles sobre història de Catalunya i d'exaltació patriòtica. El seu públic objectiu eren les classes més benestants.
Fou suprimida per la Dictadura de Primo de Rivera després d'haver publicat 129 números. Amb tot, es considera una de les revistes infantils de l'època de més durada.